# Liste der Monuments historiques in Saint-Eugène (Charente-Maritime)
Die Liste der Monuments historiques in Saint-Eugène (Charente-Maritime) führt die Monuments historiques in der französischen Gemeinde Saint-Eugène auf.

## Liste der Bauwerke
| Bezeichnung      | Beschreibung              | Standort | Kennzeichnung | Schutzstatus | Datum | Bild           |
| ---------------- | ------------------------- | -------- | ------------- | ------------ | ----- | -------------- |
| Kirche St-Eugène | Erbaut im 12. Jahrhundert | (Lage)   | PA00105171    | Inscrit      | 1925  | weitere Bilder |

## Liste der Objekte
Zum Verständnis siehe: Kirchenausstattung
| Bezeichnung      | Beschreibung | Standort                                                                              | Kennzeichnung | Schutzstatus | Datum | Bild |
| ---------------- | --- | ------------------------------------------------------------------------------------- | ------------- | ------------ | ----- | ---- |
| Altar            | Terrakotta, farbig gefasst, 19. Jahrhundert                                                                                      | in der Kirche St-Eugène (Lage)                                                        | PM17002045    | Inscrit      | 2004  |      |
| Kelch und Patene | Silber, Anfang des 19. Jahrhunderts                                                                                              | ursprünglich in der Kirche St-Eugène, jetzt in der Mairie (Rathaus) aufbewahrt (Lage) | PM17002128    | Inscrit      | 2006  |      |
| Taufbecken       | Stein, 16. Jahrhundert | in der Kirche St-Eugène (Lage)                                                        | PM17000375    | Classé       | 1926  |      |
| Ziborium         | Silber, zweite Hälfte des 19. Jahrhunderts                                                                                       | ursprünglich in der Kirche St-Eugène, jetzt in der Mairie aufbewahrt (Lage)           | PM17002129    | Inscrit      | 2006  |      |
| Messgeschirr     | Kelch und Patene, Messkännchen und Altarschellen; Silber, vergoldet, zweite Hälfte des 19. Jahrhunderts, von Pierre-Henry Favier | ursprünglich in der Kirche St-Eugène, jetzt in der Mairie aufbewahrt (Lage)           | PM17002126    | Inscrit      | 2006  |      |
| Altarausstattung | sechs Leuchter und Altarkreuz; Messing, 19. Jahrhundert                                                                          | in der Kirche St-Eugène (Lage)                                                        | PM17002130    | Inscrit      | 2006  |      |
| Monstranz        | Silber, vergoldet, zweite Hälfte des 19. Jahrhunderts, von Demarquet Frères                                                      | ursprünglich in der Kirche St-Eugène, jetzt in der Mairie aufbewahrt (Lage)           | PM17002127    | Inscrit      | 2006  |      |
| Tabernakel       | Terrakotta, farbig gefasst, 19. Jahrhundert                                                                                      | in der Kirche St-Eugène (Lage)                                                        | PM17002046    | Inscrit      | 2004  |      |